# RINA (ファッションモデル)
RINA（リナ、1980年4月17日 - ）は、日本で活動する女性ファッションモデルで、日系ブラジル人。本名、藤田カリーナ。ボン イマージュ所属。

## 略歴
2000年夏、愛知県小牧市でジョニー石橋にスカウトされ東京の事務所に入り、ファッション雑誌『JJ』でデビュー。その後、数多くのファッション誌の表紙を飾り、2008年より『MISS』のカバーガールを務める。その他『CLASSY.』や『BAILA』などでも活動した。
2007年より『desital ef』にて連載されたライフスタイルをまとめた書籍『モデルRINAのRECIPE OF 美・食・住LIFE』が2010年に出版され、独自のナチュラルなライフスタイルに多くの女性の支持を集める。
2023年8月、ボンイマージュに所属。

## 人物
日系人の父とイタリア系ブラジル人の母の間に出生。兄が1人いる。

### 結婚歴
2008年にアイスランド出身のファッションモデル・Sigthorと結婚したが、2010年に夫の病気により死別。
2014年に音楽関係の仕事をする男性と再婚し、2015年4月に第1子男児を出産した。当初は無痛分娩を予定していたが、出産日を決めて産むのはナチュラルじゃないと思い、途中で病院を変えて水中出産を選択した。

## 出演

### 書籍
- 『モデルRINAのRECIPE OF 美・食・住LIFE』

### 雑誌
- 『MISS』
- 『CLASSY.』
- 『BAILA』
- 『JJ』
- 『Marisol』
- 『andGIRL』
- 『Precious』
- 『DIGITAL EF』

### CM・広告
- アテニア（2004年 - ）
- パナソニック モバイルコミュニケーションズ Panasonic FOMA P900i（2004年）
- ブルボン アルフォートミニ（2004年）
- ライオン　アクロン（2005年 - ）
- エルセーヌ（2005年 - ） - 桜井裕美と共演
- ABC-MART（2007年・2008年） - ブレンダと共演
- NEC N-01B（2009年）
- アサヒフードアンドヘルスケア バランスアップ（2010年）
- Dinos（2011年 - ）
- SUNTORY PRUCIA（2012年）
- WACOAL PARFAGE（2012年）
- ツーウェイワールド株式会社 ミセラークレンジング水（2013年 - ）
- 資生堂 N.O.U（2018年 - ）
- DoCLASSE　マジカルサーモ（2018年 - ）